# تئودور پاکا
تئودور پاکا (رومانیایی: Teodor Pâcă؛ زاده ۱ ژانویهٔ ۱۹۲۸ – ۱۶ ژوئن ۱۹۷۸) شاعر، مترجم و بازیگر اهل رومانی بود.
از فیلم‌ها یا مجموعه‌های تلویزیونی که وی در آن‌ها نقش داشته است، می‌توان به بادبان‌های برافراشته، پاکالا و از میان خاکسترهای امپراتوری اشاره نمود.